# Danielsson & Wiks Snickeri
Firma Danielsson & Wik var en möbelindustri i Arbrå mellan åren 1903 och 1987.

## Historik

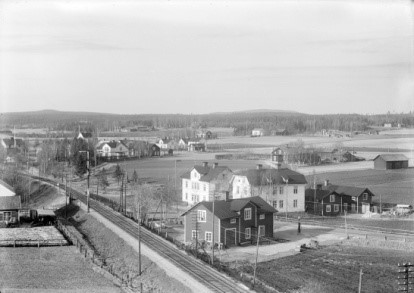
Danielsson och Wik, Exteriörbild på möbelaffär och bostad, före 1936

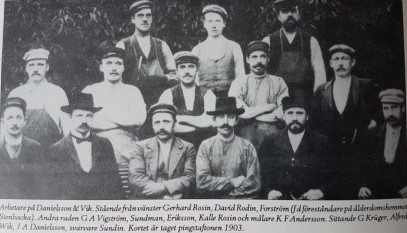
Danielsson och Wik, Bild på arbetare Pingstafton 1903

Firma Danielsson & Wik etablerades år 1903. Kompanjonerna var Anders Danielsson född 1867 i Enviken och Alfred Wik född 1873 i Segersta. Danielsson lärde sig snickaryrket i Gävle, kom så till Hälsingland och hade försöksverkstäder på olika platser. Först i Boda i Järvsö, sedan blev det Arbrå: Kyrkbyn, Roren, Vallsta och slutligen vid Strömbron. I fabriken vid Strömbron, Forsbro, som uppförts 1895 som experimentverkstad åt Elis Schenson och som kallades ”Sveaverkstan”, drevs tillverkningen till övervägande del maskinellt. Tillverkningen bestod i huvudsak av köksmöbler och stommar till soffor och fåtöljer. Arbetet utfördes i mycket primitiva lokaler. 

## Åren 1944 – 1987

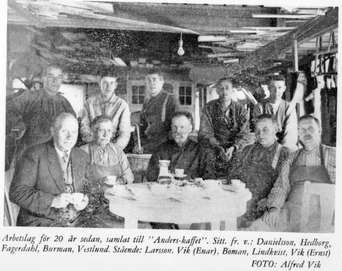
Danielsson och Wik, Arbetslag samlade för kaffe 1932

1944 hade de båda kompanjonerna avlidit och då köpte Lars Regnö från Rengsjö, som arbetat inom firman sedan 1937, fabriken och de två hus som låg väster om Vägporten. Försäljning i det södra huset och bostad i det norra. Firmans namn blev Danielsson & Wik Eftr. Rörelsen gick bra, omsättningen ökade stadigt. Det som tillverkades hade avsättning från Pajala i norr till Bodafors i söder. En del omläggningar gjordes, i stället för köksmöbler efterfrågades köksinredningar. Firma Danielsson & Wik Eftr. blev också återförsäljare för andra möbeltillverkare. 
Lokalerna var fallfärdiga, mogna för rivning. Egen tomt förvärvades år 1952 från Ängeslund och en ny verkstad byggdes som stod klar 1954/55. Maskinparken förnyades och effektiviserades. År 1968 köpte kommunen fastigheten vid Ängeslund för att starta en så kallad ”skyddad verkstad” och Lars Regnö slutade med tillverkning och flyttade all verksamhet med möbelförsäljning till huset vid vägporten mot Flästa. Företaget lades ner år 1987 på grund av hårdnande konkurrens.